# Чемпионат Европы по футболу 2024 (отборочный турнир, группа H)
Группа H отборочного турнира чемпионата Европы по футболу 2024 — одна из десяти групп для определения команд, которые примут участие в основной стадии чемпионата в Германии. В группу H попали шесть сборных: Дания, Казахстан, Сан-Марино, Северная Ирландия, Словения и Финляндия. Команды сыграют друг с другом дома и в гостях в 2 круга.
Сборные, занявшие первые два места, выйдут в финальную часть чемпионата. Участники плей-офф будут определены на основе их выступления в Лиге наций 2022/2023.

## Турнирная таблица
| Поз | Команда           | И  | В | Н | П  | МЗ | МП | РМ  | О  | Квалификация                        |     | Дания | Словения | Финляндия | Казахстан | Северная Ирландия | Сан-Марино |
| --- | ----------------- | -- | - | - | -- | -- | -- | --- | -- | ----------------------------------- | --- | ----- | -------- | --------- | --------- | ----------------- | ---------- |
| 1   | Дания             | 10 | 7 | 1 | 2  | 19 | 10 | +9  | 22 | Квалификация в финальный раунд      |     | —     | 2:1      | 3:1       | 3:1       | 1:0               | 4:0        |
| 2   | Словения          | 10 | 7 | 1 | 2  | 20 | 9  | +11 | 22 | Квалификация в финальный раунд      |     | 1:1   | —        | 3:0       | 2:1       | 4:2               | 2:0        |
| 3   | Финляндия         | 10 | 6 | 0 | 4  | 18 | 10 | +8  | 18 | Сборная участвует в стыковых матчах |     | 0:1   | 2:0      | —         | 1:2       | 4:0               | 6:0        |
| 4   | Казахстан         | 10 | 6 | 0 | 4  | 16 | 12 | +4  | 18 | Сборная участвует в стыковых матчах |     | 3:2   | 1:2      | 0:1       | —         | 1:0               | 3:1        |
| 5   | Северная Ирландия | 10 | 3 | 0 | 7  | 9  | 13 | −4  | 9  |                                     |     | 2:0   | 0:1      | 0:1       | 0:1       | —                 | 3:0        |
| 6   | Сан-Марино        | 10 | 0 | 0 | 10 | 3  | 31 | −28 | 0  |                                     | 1:2 | 0:4   | 1:2      | 0:3       | 0:2       | —                 |            |

## Матчи

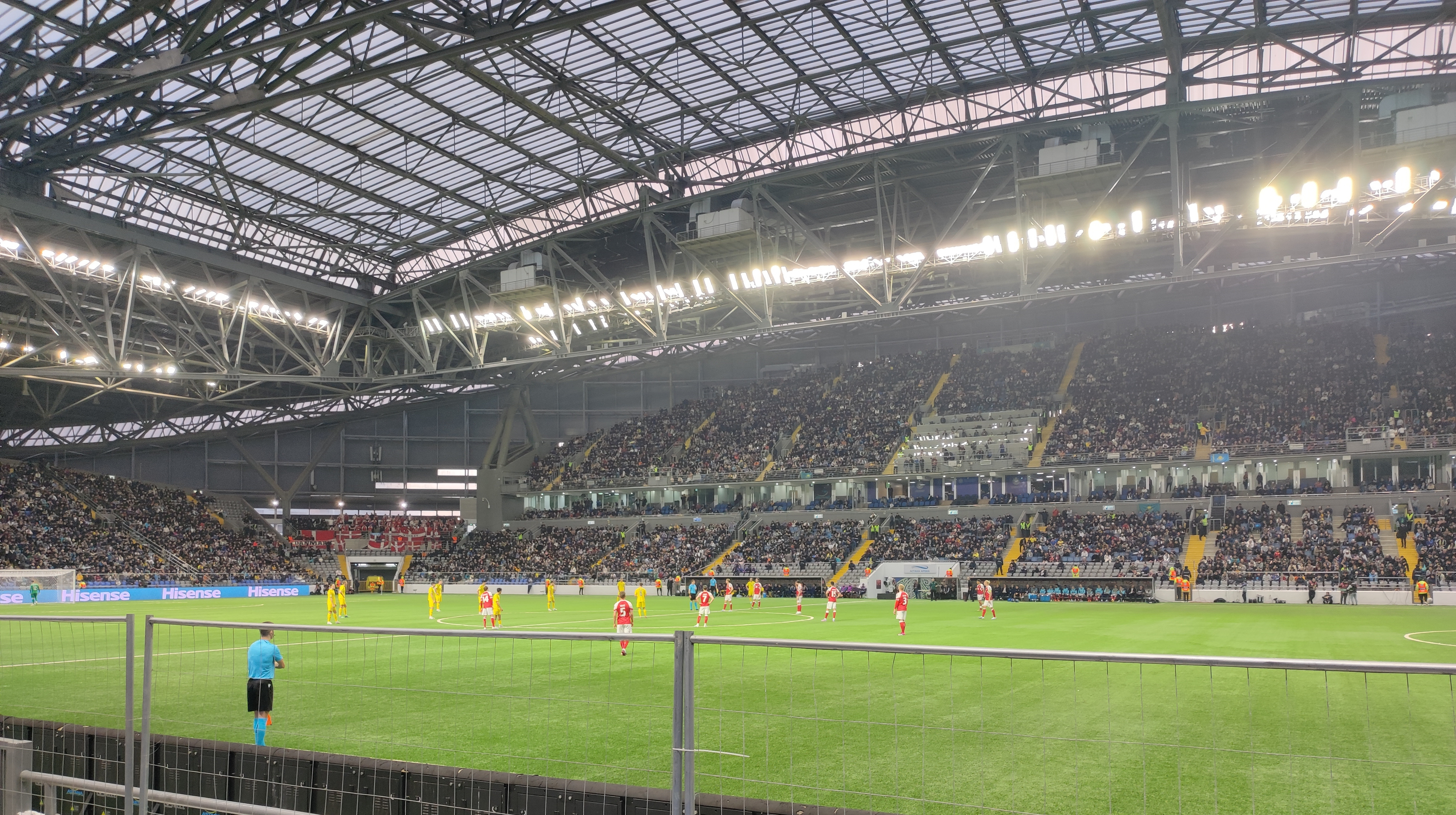
Начало матча сборных Казахстана и Дании, стадион «Астана Арена», Астана, 26 марта 2023 года

Список матчей был опубликован УЕФА 10 октября 2022 года. Время указано в CET/CEST. Местное время, если отличается, указано в скобках.
| Казахстан     | 1:2     | Словения                     |
| ------------- | ------- | ---------------------------- |
| Самородов 24′ | (отчёт) | - Брекало 47′ - Випотник 78′ |

| Дания                 | 3:1     | Финляндия  |
| --------------------- | ------- | ---------- |
| Хёйлунн 21′ 82′ 90+3′ | (отчёт) | Антман 53′ |

| Сан-Марино | 0:2     | Северная Ирландия |
| ---------- | ------- | ----------------- |
|            | (отчёт) | Д. Чарльз 24′ 55′ |

| Казахстан                                                | 3:2     | Дания           |
| -------------------------------------------------------- | ------- | --------------- |
| - Зайнутдинов 73′ (пен.) - Тагыберген 86′ - Аймбетов 89′ | (отчёт) | Хёйлунн 21′ 36′ |

| Словения                         | 2:0     | Сан-Марино |
| -------------------------------- | ------- | ---------- |
| - Шешко 56′ - Ди Майо 60′ (авт.) | (отчёт) |            |

| Северная Ирландия | 0:1     | Финляндия   |
| ----------------- | ------- | ----------- |
|                   | (отчёт) | Кельман 28′ |

| Финляндия                     | 2:0     | Словения |
| ----------------------------- | ------- | -------- |
| - Похьянпало 13′ - Антман 64′ | (отчёт) |          |

| Дания    | 1:0     | Северная Ирландия |
| -------- | ------- | ----------------- |
| Винд 47′ | (отчёт) |                   |

| Сан-Марино | 0:3     | Казахстан                                                     |
| ---------- | ------- | ------------------------------------------------------------- |
|            | (отчёт) | - Вороговский 37′ - Тагыберген 64′ (пен.) - Зайнутдинов 90+5′ |

| Финляндия                                                   | 6:0     | Сан-Марино |
| ----------------------------------------------------------- | ------- | ---------- |
| - Камара 16′ - Кельман 39′ - Хоканс 65′ 72′ 74′ - Пукки 76′ | (отчёт) |            |

| Северная Ирландия | 0:1     | Казахстан    |
| ----------------- | ------- | ------------ |
|                   | (отчёт) | Аймбетов 88′ |

| Словения   | 1:1     | Дания       |
| ---------- | ------- | ----------- |
| Шпорар 25′ | (отчёт) | Хёйлунн 42′ |

| Казахстан | 0:1     | Финляндия    |
| --------- | ------- | ------------ |
|           | (отчёт) | - Антман 78′ |

| Дания                                                | 4:0     | Сан-Марино |
| ---------------------------------------------------- | ------- | ---------- |
| - Хёйбьерг 26′ - Меле 28′ - Винд 40′ - Эриксен 90+3′ | (отчёт) |            |

| Словения                                       | 4:2     | Северная Ирландия      |
| ---------------------------------------------- | ------- | ---------------------- |
| - Шпорар 3′ 56′ - Эванс 17′ (авт.) - Шешко 42′ | (отчёт) | - Прайс 7′ - Эванс 53′ |

| Казахстан       | 1:0     | Северная Ирландия |
| --------------- | ------- | ----------------- |
| - Самородов 27′ | (отчёт) |                   |

| Финляндия | 0:1     | Дания          |
| --------- | ------- | -------------- |
|           | (отчёт) | - Хёйбьерг 86′ |

| Сан-Марино | 0:4     | Словения                                                |
| ---------- | ------- | ------------------------------------------------------- |
|            | (отчёт) | - Випотник 4′ - Млакар 16′ - Ловрич 61′ - Карничник 67′ |

| Северная Ирландия                          | 3:0     | Сан-Марино |
| ------------------------------------------ | ------- | ---------- |
| - Смит 5′ - Мадженнис 11′ - Макменамин 81′ | (отчёт) |            |

| Словения                            | 3:0     | Финляндия |
| ----------------------------------- | ------- | --------- |
| - Шешко 16′ (пен.) 28′ - Янжа 90+2′ | (отчёт) |           |

| Дания                       | 3:1     | Казахстан         |
| --------------------------- | ------- | ----------------- |
| - Винд 36′ - Сков 45+1′ 48′ | (отчёт) | - Вороговский 58′ |

| Финляндия    | 1:2     | Казахстан                    |
| ------------ | ------- | ---------------------------- |
| - Тейлор 28′ | (отчёт) | - Зайнутдинов 77′ (пен.) 89′ |

| Северная Ирландия | 0:1     | Словения          |
| ----------------- | ------- | ----------------- |
|                   | (отчёт) | - Гнезда-Черин 5′ |

| Сан-Марино      | 1:2     | Дания                        |
| --------------- | ------- | ---------------------------- |
| - Голинуччи 61′ | (отчёт) | - Хёйлунн 42′ - Поульсен 70′ |

| Казахстан                                  | 3:1     | Сан-Марино     |
| ------------------------------------------ | ------- | -------------- |
| - Чесноков 19′ 51′ - Аймбетов 90+2′ (пен.) | (отчёт) | - Франчози 60′ |

| Финляндия                                                  | 4:0     | Северная Ирландия |
| ---------------------------------------------------------- | ------- | ----------------- |
| - Похьянпало 42′ (пен.) - Хоканс 48′ - Пукки 73′ - Лод 88′ | (отчёт) |                   |

| Дания                    | 2:1     | Словения   |
| ------------------------ | ------- | ---------- |
| - Меле 26′ - Дилейни 54′ | (отчёт) | - Янжа 30′ |

| Северная Ирландия           | 2:0     | Дания |
| --------------------------- | ------- | ----- |
| - Прайс 60′ - Д. Чарльз 81′ | (отчёт) |       |

| Сан-Марино             | 1:2     | Финляндия       |
| ---------------------- | ------- | --------------- |
| - Берарди 90+7′ (пен.) | (отчёт) | - Сойри 50′ 58′ |

| Словения                        | 2:1     | Казахстан    |
| ------------------------------- | ------- | ------------ |
| - Шешко 41′ (пен.) - Вербич 86′ | (отчёт) | - Оразов 48′ |

## Бомбардиры
Примечание: В скобках указано, сколько голов из общего числа забито с пенальти.
7 голов
- Расмус Хёйлунн

5 голов
- Беньямин Шешко (2)

4 гола
- Даниэль Хоканс
- Бахтиёр Зайнутдинов (2)

3 гола
- Йонас Винд
- Оливер Антман
- Андраж Шпорар
- Дион Чарльз[англ.]
- Абат Аймбетов (1)

2 гола
- Пьер-Эмиль Хёйбьерг
- Роберт Сков
- Йоаким Меле
- Беньямин Кельман
- Теэму Пукки
- Пюрю Сойри
- Йоэль Похьянпало (1)
- Айзек Прайс
- Жан Випотник
- Эрик Янжа
- Максим Самородов
- Ян Вороговский
- Ислам Чесноков
- Асхат Тагыберген (1)

1 гол
- Кристиан Эриксен
- Юссуф Поульсен
- Томас Дилейни
- Глен Камара
- Роберт Тейлор
- Робин Лод
- Джонни Эванс
- Джош Мадженнис
- Конор Макменамин[англ.]
- Пол Смит[англ.]
- Давид Брекало
- Жан Карничник
- Санди Ловрич
- Ян Млакар
- Адам Гнезда-Черин
- Беньямин Вербич
- Алессандро Голинуччи
- Симоне Франчози
- Филиппо Берарди (1)
- Рамазан Оразов

Автоголы
- Роберто Ди Майо (в матче против  Словении)
- Джонни Эванс (в матче против  Словении)

## Дисквалификации
Игрок получает дисквалификацию на 1 матч за следующие нарушения:
- Красная карточка (отстранение за красную карточку может быть продлено за грубые нарушения).
- 3 жёлтые карточки в 3-х разных матчах, а также 5-я и каждая последующая жёлтая карточка (дисквалификация за жёлтую карточку не переносится на плей-офф, основной турнир или любые другие международные матчи).

| Футболист     | Команда           | Нарушения                         | Пропущенные матчи                 |
| ------------- | ----------------- | --------------------------------- | --------------------------------- |
| Абат Аймбетов | Казахстан         | против Дании (26 марта 2023)      | против Сан-Марино (16 июня 2023)  |
| Шей Чарльз    | Северная Ирландия | против Словении (17 октября 2023) | против Финляндии (17 ноября 2023) |